# Conte (genre écrit)
Pour les articles homonymes, voir Conte (homonymie).
Vous pouvez aider à l'améliorer ou bien discuter des problèmes sur sa page de discussion.
- Il ne cite pas suffisamment ses sources. Vous pouvez indiquer les passages à sourcer avec {{référence nécessaire}} ou {{Référence souhaitée}}, et inclure les références utiles en les liant aux notes de bas de page. (Marqué depuis décembre 2010)
- Il doit être recyclé. La réorganisation et la clarification du contenu sont nécessaires. (Marqué depuis mai 2008)

- Archive Wikiwix
- Bing
- Cairn
- DuckDuckGo
- E. Universalis
- Gallica
- Google
- G. Books
- G. News
- G. Scholar
- Persée
- Qwant
- (zh) Baidu
- (ru) Yandex
- (wd) trouver des œuvres sur Wikidata

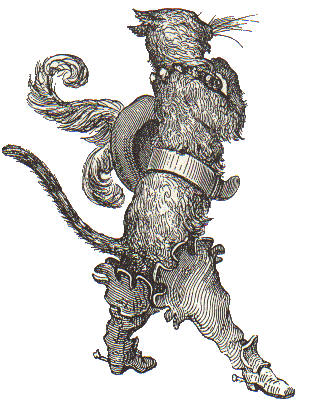
Illustration de Gustave Doré pour Le Chat botté

Le genre littéraire du conte appartient à la famille littéraire des récits. Il est à l'origine issu des contes de tradition orale qui ont fait l'objet, depuis la Renaissance, de collectages et réécritures partielles ou totales par des écrivains. Ce faisant, ces travaux de retranscription transforment les récits entendus en œuvres écrites. La version ainsi retranscrite prend alors fréquemment le pas sur la multitude de versions qui circulent par le biais du bouche à oreille.
Ce travail de l'écrit amène aussi les écrivains à se détacher des sujets, des structures et des thèmes du conte oral. Et si les contes de Perrault, ou de Straparole avant lui, sont encore relativement proches des contes populaires dont ils sont issus, des contes comme La Reine des Neiges de Hans Christian Andersen ou bien Ligeia d'Edgar Allan Poe en sont au contraire fort éloignés.
Par extension, voire abus de langage, on appelle donc parfois « contes » certains écrits qui sont de pures inventions d'écrivains et n'ont aucun rapport avec l'oralité.

## Définition
Le conte de la littérature écrite s'identifie par des caractéristiques littéraires qui lui sont propres, et non pas par son aspect merveilleux comme le voudrait une idée couramment admise.
C'est tout d'abord un récit, de même que le roman, la biographie, etc., dans lequel les actions sont racontées, et non représentées comme au théâtre. Ensuite, c'est un récit court, de même que la nouvelle, mais a contrario du roman ou de l'épopée. Contrairement à la nouvelle qui souvent s'autorise des pauses narratives, des longueurs de description, etc., le conte est un récit court et relativement rapide, dans lequel l'action mène bon train, sans que cela interdise néanmoins descriptions et redites. Le conte supporte néanmoins mal l'analepse, et préfère, contrairement à la nouvelle, les structures narratives linéaires, sans retour en arrière. Ensuite, le conte littéraire, de même que le conte populaire, se présente délibérément comme fictif. C'est une histoire inventée, de même que la nouvelle, au contraire de l'anecdote ou de l'historiette. Ces dernières, même fausses, se présentent comme vraies. Le conte se présente de fait comme faux. Ce en quoi, enfin, il a un statut d'imagination et de fantaisie que connaît peu la nouvelle. La nouvelle se présente comme fictive, mais plausible, alors que le conte se présente comme fictif, mais invraisemblable.
De cette affirmation de fantaisie, on a souvent inféré que le conte littéraire s'arrêtait au conte merveilleux. Rien n'est moins sûr, vu que cette forme littéraire peut adopter des contenus très diversifiés, qui ne visent pas nécessairement à émerveiller le lecteur, mais à l'édifier, l'effrayer, etc.
Il ne s'agit pas non plus d'un genre de littérature conçu exclusivement pour le jeune public.

## Histoire du conte écrit

### Le conte classique
Le conte en tant que genre littéraire écrit naît au XVIe siècle avec Straparole et Basile qui s'inspireront en partie de la tradition orale quand ils composeront, l'un les Nuits Facétieuse, l'autre le Conte des Contes, le Decameron ayant été au XIV un recueil de nouvelles et non de contes.
En France, la grande étape dans le renouveau littéraire du genre du conte se situe à la fin du XVIIe siècle, quand se développe une vogue salonnière pour les contes merveilleux, à partir de la tradition orale. Toute l'élite intellectuelle des mondains se prend au jeu par un phénomène d'auto-émulation. Parmi eux figurent Marie-Jeanne L'Héritier de Villandon, Charlotte-Rose de Caumont La Force, Catherine Bernard, Jean de Préchac, Fénelon, la licencieuse et originale Henriette-Julie de Castelnau de Murat, la subversive Marie-Catherine d'Aulnoy et Charles Perrault, le plus célèbre de nos jours.
Les Mille et Une Nuits furent redécouvertes au tout début du XVIIIe siècle par Antoine Galland qui les traduit en français en les expurgeant d'éléments (souvent érotiques) qu'il jugeait non essentiels. Ces récits d'origine arabe constituent rapidement un modèle en Occident : le conte oriental. Leur publication donne lieu à la création de nombre de contes à thématique orientale, tout au long du XVIIIe siècle.

### Le conte romantique
Ludwig Tieck, Jean Paul, Petrus Borel, Alphonse Karr, Edgar Allan Poe...
Il fait volontiers appel au fantastique, ainsi, les contes regroupés dans Le Horla (Guy de Maupassant) ou les contes d'Erckmann-Chatrian (Le Requiem du corbeau, Rembrandt et L’Œil invisible, Hugues-le-loup).

### Le conte réaliste
Le  réalisme, mouvement artistique moderne apparu en Europe dans la seconde moitié du XIXe siècle, notamment en Italie et en Allemagne, est né du besoin de réagir contre le sentimentalisme romantique et « la sottise, le poncif et le bon sens ». Le conte réaliste peint la réalité telle qu'elle est, choisissant ses sujets dans les classes moyennes ou populaires, et abordant des thèmes comme le travail salarié, les relations conjugales, ou les affrontements sociaux. C'est un court récit qui, comme l'indique son nom, se fonde sur la réalité. Mettant en scène peu de personnages, mais fortement caractérisés, dans un cadre spatio-temporel délimité, il est centré sur un fragment de vie ou une anecdote. À la différence du conte merveilleux, il est ancré dans le réel, mais a fréquemment une chute heureuse. George Sand (Histoire du véritable Gribouille, 1851), Alphonse Daudet (Contes du lundi, 1873) et surtout Guy de Maupassant (Clair de lune, 1883 ; Contes du jour et de la nuit, 1885) ont pratiqué ce genre littéraire.
En 1882, dans La Bécasse, qui sert de préface aux Contes de la Bécasse, Guy de Maupassant définit le conte comme un récit. Ses contes, d'ailleurs, imitent les allures verbales propres au style oral alors que ses nouvelles ont des intrigues et un style plus complexes. Privés de durée propre, ils développent un élément unique (une sensation, une impression, un instant de joie, d'étonnement, de chagrin...), dont il tire tous les effets possibles et toutes les conséquences, jusqu'à la chute, description d'une attitude terminale, réflexion cynique ou maxime amère à allure d'épigramme

### Le conte symboliste
Parmi les auteurs symbolistes à s'être essayés au conte, Auguste de Villiers de L'Isle-Adam fut sans doute le plus fameux et le plus talentueux ; nous pouvons citer, entre autres, ses Contes cruels, Nouveaux contes cruels, ou bien encore Tribulat Bonhomet.

### Les contes écrits spécialement pour les enfants
La comtesse de Ségur, Roald Dahl, Emmanuelle et Benoît de Saint Chamas, Jacqueline Wilson et bien d'autres ont écrit des contes destinés aux enfants.

### Le conte musical
Le conte musical, aussi appelé histoire musicale, a la caractéristique d'être illustré et entrecoupé par une musique illustrative.
L'exemple caractéristique le plus célèbre de conte musical est le Pierre et le loup de Serge Prokofiev.